# هارویچ سنتر (ماساچوست)
هارویچ سنتر (به انگلیسی: Harwich Center) یک منطقهٔ مسکونی در ایالات متحده آمریکا است که در شهرستان برنستبل، ماساچوست واقع شده‌است. هارویچ سنتر ۵٫۹ کیلومتر مربع مساحت و ۱٬۷۹۸ نفر جمعیت دارد.